# Das moderne Indien in deutschen Archiven, 1706–1989

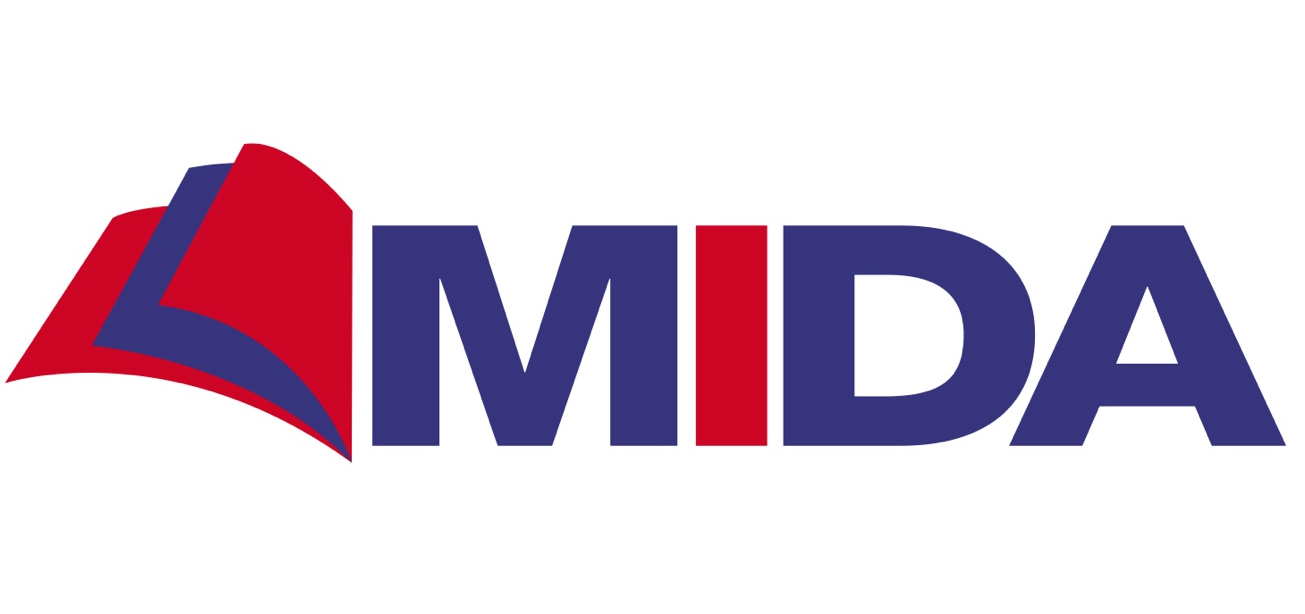
Das moderne Indien in deutschen Archiven, 1706–1989 (MIDA)

Das moderne Indien in deutschen Archiven, 1706–1989 (MIDA) wird als Langfristvorhaben von der Deutschen Forschungsgemeinschaft (DFG) seit November 2014 und bis voraussichtlich Oktober 2026 gefördert. Arbeitsteilig wird das Projekt an drei Institutionen an zwei Standorten, nämlich Göttingen und Berlin, durchgeführt. Die beteiligten Institutionen sind das Centre for Modern Indian Studies der Georg-August Universität Göttingen, das Seminar für Südasienstudien am Institut für Asien- und Afrikawissenschaften der Humboldt-Universität zu Berlin sowie das Leibniz-Zentrum Moderner Orient.

## Ziele
Im Rahmen des Projekts wird auf unterschiedlichen Wegen daran gearbeitet, einen Überblick über die Vielfalt der Bestände deutscher Archive zur Geschichte des modernen Indiens zu geben. Dadurch sollen neue Perspektiven geschaffen werden, welche durch den bisherigen einseitigen Fokus auf britische Kolonialarchive unerforscht blieben. Ebenso wird die Untersuchung deutsch-indischer Verflechtungsgeschichte seit dem 18. Jahrhundert befördert. Entsprechende dreijährige Forschungsprojekte arbeiten an spezifischen Themen und zeigen so das in deutschen Archiven liegende Potential für Forschungen mit Indienbezug auf. Indische und deutsche Wissenschaftlern sind in die Projekte involviert, wodurch die Intensivierung deutsch-indischer Forschungskooperationen in den Geisteswissenschaften vorangetrieben wird. Das zentrale Ergebnis von MIDA ist ein ständig wachsendes Rechercheportal für in Deutschland gelagerte Archivbestände, die einen Bezug zum indischen Subkontinent aufweisen. Das MIDA Rechercheportal besteht aus drei unterschiedlichen Formen der Datenpräsentation: der Datenbank, dem MIDA Archival Reflexicon sowie den Thematischen Ressourcen.

### MIDA-Datenbank
In der MIDA Datenbank werden Bestände deutscher Archive mit einem Bezug zu moderner indischer Geschichte oder zu deutsch-indischer Verflechtungsgeschichte systematisch gesammelt und mit Schlagwörtern versehen. Die Laufzeit der erfassten Bestände erstreckt sich von den Anfängen der Dänisch-Halleschen Mission in Südindien (1706) bis zum Ende der deutschen Zweistaatlichkeit (1989/90). Der Inhalt der Datenbank wird kontinuierlich erweitert und der Öffentlichkeit bereitgestellt.  Derzeit enthält die Datenbank des Projekts Informationen zu 38 Archiven, zu 1408 dort aufbewahrten Beständen sowie zu 10218 darin enthaltenen Archivalien. (Stand 22. Oktober 2020)

### Archival-Reflexicon
Das MIDA Archival Reflexicon ist ein digitaler Archivführer in Form einer open access Publikation. Die Artikel des Reflexicons bieten einen Überblick über die relevanten Archivbestände zu bestimmten Themen und zeigen dabei gleichzeitig die theoretischen Fragen und methodologischen Probleme auf, die aus der Beziehung zwischen Verflechtungsgeschichte(n) und physischen Archiven hervorgehen.

### Thematische Ressourcen
Bei der dritten Rubrik, den thematischen Ressourcen, handelt es sich um eine die Datenbank und das Reflexicon erweiternde und ergänzende Sammlung von Hintergrundmaterial und Detailinformationen zu bestimmten Beständen bzw. Themen. Beispielsweise findet sich in dieser Rubrik eine Liste von indienbezogenen Dissertationsarbeiten, die an deutschen Universitäten eingereicht wurde.

## Publikationen
- Ahuja, Ravi, und Martin Christof-Füchsle (Hrsg.). 2019. A Great War in South India: German Accounts of the Anglo-Mysore Wars, 1766–1799. Berlin, Boston: De Gruyter Oldenbourg. doi:10.1515/9783110644647

- Ahuja, Ravi, van der Linden, M., & Sailer, A. (Eds.). 2020. „The Distress is Impossible to Convey“. British and German Trade-Union Reports on Labour in India (1926–1928). Berlin, Boston: De Gruyter Oldenbourg. doi:10.1515/9783110682113

- Benatar, Alexander. 2020. Kalter Krieg auf dem indischen Subkontinent: Die deutsch-deutsche Diplomatie im Bangladeschkrieg 1971. Berlin, Boston: De Gruyter. doi:10.1515/9783110682038

- Delfs, Tobias. 2020. Die Dänisch-Englisch-Hallesche Indienmission im späten 18. Jahrhundert. Alltag, Lebenswelt, Devianz. Stuttgart: Franz Steiner Verlag.